# Instituto Estadual do Ambiente (Rio de Janeiro)
O Instituto Estadual do Ambiente - INEA, é um órgão do Governo do Estado do Rio de Janeiro, vinculado à Secretaria Estadual do Meio Ambiente, criado em 2008, e que sucedeu a FEEMA (Fundação Estadual de Engenharia do Meio Ambiente), a SERLA (Superintendência Estadual de Rios e Lagoas) e o IEF (Instituto Estadual de Florestas). Em 12 de janeiro de 2009, os três órgãos foram oficialmente extintos e fundidos, e o INEA assumiu definitivamente suas atribuições.
O Governo do Estado do Rio de Janeiro criou através da Lei Estadual N° 5.101, de 4 de outubro de 2007, o Instituto Estadual do Ambiente (INEA) com a missão de proteger, conservar e recuperar o meio ambiente para promover o desenvolvimento sustentável. O novo instituto, instalado em 12 de janeiro de 2009, unifica e amplia a ação dos três órgãos ambientais vinculados à Secretaria de Estado do Ambiente (SEA): a Fundação Estadual de Engenharia e Meio Ambiente (FEEMA), a Superintendência Estadual de Rios e Lagoas (SERLA) e o Instituto Estadual de Florestas (IEF).
Mais do que a fusão das três instituições (FEEMA, SERLA e IEF), o Instituto nasce com a pretensão de ser um órgão ambiental de referência. A meta é exercer papel estratégico na agenda de desenvolvimento do Estado do Rio de Janeiro com quadro técnico qualificado e valorizado. Para isto o INEA contará com 214 novos técnicos concursados que irão se somar aos cerca de 1.000 servidores oriundos dos órgãos extintos, renovando assim em 25% o efetivo total da área ambiental. O INEA chega com o grande feito de ter realizado, em 2008, o primeiro concurso público para a área ambiental no Estado do Rio de Janeiro. O concurso do INEA integra a estratégia do Governo Sérgio Cabral de renovar o quadro técnico do Estado.
Além disso, o órgão já nasce com sede própria: um prédio especialmente adquirido, situado na Avenida Venezuela, 110, Praça Mauá, Centro do Rio de Janeiro. Nesse prédio também está instalada a SEA, o que o torna a verdadeira "Casa da Natureza", e permite uma atuação integrada da secretaria responsável pela formulação da política ambiental e o seu principal órgão executivo.
Uma das muitas novidades do INEA é a sua atuação descentralizada por meio de suas nove Superintendências Regionais correspondentes às regiões hidrográficas do Estado, integrando assim a gestão ambiental e a de recursos hídricos. As Superintendências regionais terão autonomia, inclusive, para expedir licenças ambientais para atividades de pequeno porte.
O INEA tem o grande desafio de integrar a política ambiental do Estado e atender às demandas da sociedade fluminense nas questões ambientais, oferecendo agilidade no atendimento, mecanismos de controle, acompanhamento e participação.
Missão: Proteger, conservar e recuperar o meio ambiente do Estado do Rio de Janeiro para promover o desenvolvimento sustentável.
Visão: Ser um órgão gestor ambiental de referência, exercendo um papel estratégico na agenda de desenvolvimento do Estado do Rio de Janeiro, com quadro funcional qualificado e valorizado, credibilidade e atuação descentralizada.

## Unidades de conservação estadual
- Parque Estadual da Ilha Grande

PEIG é um parque brasileiro localizado na Costa Verde do Estado do Rio de Janeiro, Município de Angra dos Reis. Foi criado por meio do Decreto Estadual 15.273 em 26 de maio de 1971. É administrado pelo Instituto Estadual do Ambiente.[1] É o terceiro maior parque insular do Brasil. Declarado pela UNESCO como Reserva da Biosfera da Mata Atlântica (1992), Tombado como Patrimônio Estadual (1987).
Endereço da sede do Parque Estadual da Ilha Grande - PEIG:  
Av. Nacib Monteiro de Queiroz, s/n – Vila do Abraão – Ilha Grande – Angra dos Reis/RJ – CEP 23968-000  
Telefone: (24) 3361-5540
Twitter: @peilhagrande
Dirigente: Sandro Muniz (Chefe do Parque)
- Reserva Biológica Estadual da Praia do Sul

A Reserva Biológica Estadual da Praia do Sul, foi criada em 1981 (Decreto n° 4.972 de 2 de dezembro de 1981). Está localizada na Ilha Grande e é Administrada pelo INEA (Instituto Estadual do Ambiente - Rio de Janeiro). Consiste em uma categoria de unidade de conservação de proteção integral. De acordo com o SNUC - Sistema Nacional de Unidade de Conservação a Reserva Biológica tem como objetivo a preservação integral da Biota e demais atributos naturais existentes em seus limites, sem interferência humana direta ou modificações ambientais, excetuando-se as medidas de recuperação de seus Ecossistemas alterados e as ações de manejo necessárias para recuperar e preservar o equilíbrio natural, a Diversidade biológica e os processos Ecológicos naturais.
- Parque Estadual Cunhambebe (PEC).

Criado por ato administrativo amigável, disposto legal autorizado por legislação específica brasileira - Lei Federal nº 9.985/2000 que institui o Sistema Nacional de Unidades de Conservação - SNUC, e Decreto Federal nº 4.340/2002 que regulamenta artigos da citada Lei, pela atual presidente do Instituto Estadual do Ambiente (INEA) - 2011, Marilene Ramos. Esse estatuto legal prevê a emissão de escritura pública de desapropriação amigável de propriedade inserida em unidade de conservação estadual. É conhecida como Sertão do Parado, o imóvel está localizado em Lídice, município de Rio Claro, no Vale do Paraíba Fluminense. Com uma área de 290 hectares aproximadamente, coberta por vegetação de Mata Atlântica em excelente estado de conservação. Abriga o Bico do Papagaio, importante atrativo turístico da região.
Seu atual e ex proprietários o casal, Baldomero Barbará Neto e Ana Maria Barbará acompanharam o feito (O nome do casal consta na Escritura pública amigável, de conformidade com a legislação atual em vigor). A forma legal para a desapropriação foi feita pela Coordenadoria de Projetos Especiais da Diretoria de Biodiversidade e Áreas Protegidas (DIBAP) do Inea.
Localização da Central do Inea - Rio de Janeiro
Av. Venezuela, 110 - Saúde - Rio de Janeiro(capital)/RJ
(21) 2332-4604